# Laburrus vallicus
Laburrus vallicus är en insektsart som beskrevs av Vilbaste 1965. Laburrus vallicus ingår i släktet Laburrus och familjen dvärgstritar. Inga underarter finns listade i Catalogue of Life.